# Fidélité conjugale
Pour les articles homonymes, voir Fidélité et Fidèle (homonymie).
La fidélité conjugale, ou exclusivité, consiste, pour les membres d'un couple marié, à considérer son conjoint comme le partenaire privilégié de sa vie privée et son seul partenaire sexuel pendant toute la durée du mariage. La fidélité conjugale ne s'arrête pas à la fidélité sexuelle, mais englobe aussi tous les comportements des conjoints.

## Sociologie
Elle est souvent perçue, dans les sociétés où le mariage est réputé découler de l'amour, comme un prolongement naturel de l'amour porté à son conjoint. Dans les cultures où le mariage n'est pas supposé se fonder sur l'amour, elle est perçue comme une obéissance nécessaire à l'ordre établi, concernant plus souvent les devoirs de la femme que de l'homme. L'enjeu est alors en grande partie de maintenir une certitude quant à la filiation des enfants[réf. nécessaire].

## Religions
La fidélité dans le mariage est une vertu dans le christianisme. Dans le catholicisme, elle est l'un des quatre piliers du mariage catholique. Dans les autres confessions chrétiennes (orthodoxie, protestantisme, évangélisme), c'est une invitation éthique[source insuffisante]. Elle est un engagement dans le mariage juif et une obligation pour l'islam.

## Fidélité et gènes
Certains scientifiques ont déclaré que la fidélité était une affaire de gènes. Toutefois, d'autres scientifiques restent prudents face à cette théorie[réf. nécessaire].

## Droit par pays

### Belgique
Le devoir de fidélité est inscrit dans le Code civil belge parmi les devoirs du mariage :
« Les époux ont le devoir d'habiter ensemble ; ils se doivent mutuellement fidélité, secours, assistance. »
— Code civil belge, Article 213
Si la loi du 20 mai 1987 a dépénalisé l'adultère, une procédure privée de constat d'adultère par huissier de justice a été maintenue. Depuis la loi du 27 avril 2007 réformant le divorce, si le devoir de fidélité implique qu'un divorce ne peut plus être prononcé aux torts d'un des époux qui aurait transgressé cet engagement, il demeure toutefois une obligation juridique, dont la transgression constitue une faute grave susceptible de révoquer le droit à une pension après divorce pour le contrevenant, voire d'abroger la possibilité d'invoquer l'exécution du devoir de secours entre époux à son profit. Mais la loi du 27 avril 2007, en consacrant un « droit à la décohabitation », entrainerait que le devoir de fidélité cesserait dès lors que les époux cessent de cohabiter.
Le sondage réalisé par TNS Dimarso pour Le Vif/L'Express entre 5 et le 12 juin 2008 déclare que 11 % des Belges admettent avoir été infidèles.

### France
Elle est une des exigences du mariage civil en France :
« Les époux se doivent mutuellement respect, fidélité, secours, assistance. »
— Article 212 du Code civil
L'exigence de fidélité fonde le devoir conjugal. La fidélité n'est pas une des obligations des partenaires d'un pacs en France, et ainsi l'obligation de vie commune inscrite dans le pacs n'entraine ni devoir conjugal ni un devoir de s'abstenir de tout comportement infidèle.
En tant qu'obligation d'origine légale, l'obligation de fidélité conduit à limiter la liberté individuelle de chacun, mais ne peut être assimilée à une obligation de nature patrimoniale : les époux ne peuvent renoncer ou aménager unilatéralement ou conjointement ce devoir.
Attendu que « les règles relatives aux devoirs et droits respectifs des époux énoncées par les articles 212 et suivants du Code civil sont d'application territoriale », les devoirs de fidélité, d'assistance ou de cohabitation sont des lois de police pour tous les couples mariés résidant en France et seront considérés comme tels par les tribunaux français.
Si la fidélité ne peut plus faire l'objet d'exécution forcée ni d'astreinte, et n'est plus une faute pénale depuis la loi du 11 juillet 1975 portant réforme du divorce, les décisions prononçant ou refusant le divorce pour faute et d'éventuels dommages-intérêts permettent de mesurer que la fidélité reste une obligation juridique entre époux. La jurisprudence a toutefois procédé à des aménagements, admettant de ne pas sanctionner une infidélité commise pendant la procédure de divorce, mais sans pour autant le proclamer comme un principe général.
Selon une étude TNS Sofres de 2008, les Français sont en majorité fidèles (71 % déclarent n’avoir jamais été infidèles au cours de leur vie).
Un sondage TNS Sofres réalisé les 26 et 27 janvier 2005 pour le magazine Pèlerin révèle que pour les Français la fidélité est la seconde attitude d'un couple pour la réussite d'un couple, après le dialogue et devant « l'engagement pour le meilleur et pour le pire ».

### Québec (Canada)
L'obligation de fidélité est prévue à l'article 392 alinéa 2 du Code civil du Québec.

« 392. Les époux ont, en mariage, les mêmes droits et les mêmes obligations.
Ils se doivent mutuellement respect, fidélité, secours et assistance.
Ils sont tenus de faire vie commune. »

Dans la Loi sur le divorce, l'adultère peut être une cause d'échec du mariage, donc un motif pour demander le divorce, sans qu'il soit nécessaire d'attendre que les époux vivent séparément pendant un an.
Il y avait autrefois des actions civiles du mari pour aliénation d'affection en cas d'adultère, mais de telles poursuites ne sont plus accueillies par les tribunaux.
Il n'existe pas de devoir conjugal au sens où cette expression est utilisée dans le langage courant, c'est-à-dire que contrairement à ce qui se produit parfois en France, un juge canadien ne va pas dériver une obligation implicite de relations sexuelles dans le mariage à partir de l'obligation de fidélité.

### Suisse
Un sondage en 2008 réalisé pour le compte de L'Hebdo rapporte que 82 % des Suisses sont fidèles à leur partenaire, particulièrement chez les jeunes et les femmes.

### Articles externes
- « Les Français et l'infidélité », sur Kantar TNS, 4 juillet 2008